# Disney XD (Wielka Brytania i Irlandia)
Disney XD to brytyjska stacja telewizyjna należąca do Disneya emitująca głównie seriale dziecięce. Wystartowała 31 sierpnia 2009 roku, zastępując Jetix. Po jej sukcesie postanowiono dokonać rebrandingu Jetixu w Europie na Disney XD. Po Wielkiej Brytanii 11 września zmianie uległ skandynawski Jetix. W Polsce pojawił się 19 września. Kanał zakończył nadawanie w Wielkiej Brytanii 30 września 2020 roku.

## Programy
- Aaron Stone
- Amerykański smok Jake Long
- Chaotic
- Dinosaur King
- Dzieciak kontra Kot
- Fineasz i Ferb
- Galactik Football
- Huntik: Łowcy tajemnic
- Incredible Hulk
- Iron Man: Armored Adventures
- Ja w kapeli
- Jimmy Cool
- K-9
- Kick Strach się bać
- Nie ma to jak hotel
- Pokémon: Galaktyczne Bitwy
- Pokémon: Wymiar Walki
- Spider-Man
- Suite Life: Nie ma to jak statek
- Wyspa Totalnej Porażki
- X-Men
- Zafalowani
- Zeke i Luther